# Brljevo
Brljevo  (cyr. Брљево) – wieś w Czarnogórze, w gminie Plužine. W 2003 roku liczyła 10 mieszkańców.